# Libnotes nigriceps.
Libnotes nigriceps. är en tvåvingeart som först beskrevs av Frederik Maurits van der Wulp 1895.  Libnotes nigriceps. ingår i släktet Libnotes och familjen småharkrankar. Inga underarter finns listade i Catalogue of Life.